# Steve Moran
Stephen James Moran (Croydon, 10 gennaio 1961) è un ex calciatore inglese.

## Carriera

### Club
Dopo aver firmato un contratto professionista per il Southampton nell'agosto 1979, esordì in First Division entrando come sostituto durante un incontro con il Manchester City, durante il quale riuscì a segnare il suo primo gol sfruttando il primo pallone toccato. Guadagnato il posto di titolare nella stagione 1980-1981, e nominato nel 1982 giovane dell'anno della PFA, Moran segnò 99 reti in 228 gare fino al 1986, quando fu trasferito al Leicester City per una cifra pari a 300 000 sterline.
Di lì in poi la carriera di Moran si svolse in club di serie inferiori fino al suo ritiro avvenuto nel 1994, dopo una stagione nel Hull City.

### Nazionale
Conta due presenze nella nazionale inglese Under-21, senza mai riuscire a raggiungere il livello massimo a causa di alcuni infortuni alla schiena.

## Dopo il ritiro
Dopo aver fatto parte dello staff tecnico dell'Hull City, Moran ha lavorato nel settore informatico e successivamente come autotrasportatore.

## Palmarès

### Individuale
- Giovane dell'anno della PFA: 1

1982